# Nikolajs Grišuņins
Nikolajs Grišuņins (* 11. August 1984 in Ventspils) ist ein lettischer Boxer. Er war Teilnehmer an sechs Europameisterschaften und vier Weltmeisterschaften.

## Erfolge
Nikolajs Grišuņins ist etwa 1,88 m groß und kann auf eine lange Amateurkarriere zurückblicken. Er gewann eine Bronzemedaille bei den Kadetten-Europameisterschaften 2000 in Griechenland, die Goldmedaille im Mittelgewicht bei den EU-Meisterschaften 2005 in Italien, eine Bronzemedaille im Halbschwergewicht bei den Europameisterschaften 2008 in England und eine Bronzemedaille im Schwergewicht bei den Europameisterschaften 2015 in Bulgarien. Er schlug im Laufe seiner Karriere unter anderem Eleider Álvarez, Ryōta Murata und Darren O’Neill. Bei Europameisterschaften bestritt er 14 Kämpfe mit acht Siegen und bei Weltmeisterschaften sechs Kämpfe mit zwei Siegen.
Im November 2016 bestritt er sein siegreiches Profidebüt in Riga.